# Guam
Guam (anglická výslovnost  [ˈgwɑːm]IPA; v jazyce Chamorro: Guåhån; oficiální název The Territory of Guam) je nejjižnějším ostrovem souostroví Mariany, ležícím v severozápadní části Tichého oceánu. Spadá mezi autonomní ostrovní území Spojených států amerických a jedná se o jedno z pěti amerických teritorií se zavedenou civilní vládou.
Hlavní město ostrova je Hagåtña a nejlidnatějším městem pak Dededo. Guamané jsou od narození americkými občany. V roce 2015 činila populace ostrova 161 785 lidí. Guam má povrch 544 km² a hustotu obyvatel 297 na km². Jedná se o největší ostrov souostroví Mariany i celé Mikronésie. Nejvyšším bodem ostrova je hora Mount Lamlam čnící do výšky 406 m n. m.
Čamorové, domorodí obyvatelé Guamu, osídlili ostrov zhruba před 4000 lety. V roce 1521 na ostrov jakožto první Evropan zavítal portugalský objevitel Fernão de Magalhães. V roce 1668 byl Guam kolonizován evropskými osadníky, jako byl například katolický misionář Diego Louis de San Vitores. Od 16. do 18. století Guam představoval důležitý bod mezipřistání pro manilské galéry – španělské obchodní lodě, které několikrát za rok vyplouvaly z přístavu Acapulco a křižovaly Tichý oceán ke svému cíli, filipínskému městu Manila. V létě roku 1898, během španělsko-americké války, byl Guam zabrán Spojenými státy a posléze v prosinci Španělsko, vázáno Pařížskou smlouvou, ostrov postoupilo USA oficiálně.
Před 2. světovou válkou patřil Guam spolu s Americkou Samoou, Havají a Filipínami k územím v Pacifiku spadajícím pod jurisdikci USA. 7. prosince 1941, pár hodin po útoku na Pearl Harbor, byl Guam obsazen Japonci, kteří jej ovládali následujících třicet měsíců. Během okupace byli Guamané popravováni, znásilňování a mučeni, museli se věnovat nuceným pracím. Okupace trvala až do opětovného ovládnutí ostrova Američany 21. června 1944; toto vítězství připomíná ostrovanům Den osvobození.
Od šedesátých let 20. století je ekonomika Guamu závislá na turistickém průmyslu a ozbrojených silách Spojených států amerických.

## Historie

### Raná historie ostrova
Původní obyvatelstvo Guamu a souostroví Severní Mariany je považováno za potomky austronéských národů z jihovýchodní Asie, jejichž původ se datuje k době před 2000 lety př. n. l. Tito původní obyvatelé jsou po smíšení s dalšími etniky hlavními obyvateli souostroví - národem Čamoro.
Starověká čamorská společnost sestávala ze čtyř tříd: chamorri (vůdci), matua (vyšší třída), achaot (střední třída) a mana'chang (spodní třída). Matuové žili ve vesnicích na pobřeží, tudíž měli nejlepší přístup k místům vhodným pro rybaření, zatímco mana'changové obývali střed ostrova. Představitelé těchto tříd spolu málokdy komunikovali přímo; mana'changové často používali jako prostředníky příslušníky achaot. Dále existovali též makåhnové, lidé zběhlí v léčení a medicíně. Čamorové věřili v duchy, které zvali Taotao mo'na, a tato víra stále přetrvává jako pozůstatek předevropské kultury. Jejich společnost tvořily matrilineární klany.
Z této doby se dochovaly také kameny latte: kamenné pilíře, které jsou považované za symbol národa Čamoro, jelikož je lze nalézt pouze na souostroví Mariany. Kameny latte byly používány jako základ, na kterém byly následně vystavěny doškové chatrče. Jsou tvořeny podlouhlou základnou vytesanou z vápence (nazývanou haligi) a kulatým vrchním kamenem z korálu nebo vápence (nazývaném tåsa). V roce 1925 byl na ostrově Rota nalezen možný zdroj těchto kamenů, kamenolom zvaný Rota Latte Stone Quarry.

### Magalhãesova návštěva Guamu
První Evropan, který kdy zavítal na Guam, byl portugalský objevitel Fernão de Magalhães plující pod vlajkou španělského krále. Magalhães poprvé ostrov zpozoroval 6. března 1521 během plavby kolem světa se svou flotou. Když dorazil na Guam, byl přivítán stovkami malých kanoí, jež díky své značné rychlosti působily, jako by létaly nad vodou. Tyto kánoe se nazývaly proas a byly Magalhãesovi podnětem pro pojmenování ostrova Islas de las Velas Latinas – „Ostrovy latinských plachet“.

### Španělská kolonizace a manilské galéry
I přes Magalhãesovu návštěvu ostrova byl Guam oficiálně prohlášen za španělské území až 26. ledna 1565 generálem Miguelem Lópezem de Legazpi. Tímto rokem počínaje a rokem 1815 konče představoval Guam, spolu se souostrovím Severní Mariany, důležitý bod mezipřistání pro manilské galéry, flotily španělských obchodních lodí, které několikrát za rok vyplouvaly z přístavu Acapulco a křižovaly Tichý oceán k filipínskému městu Manila. Na ochranu této obchodní stezky postavili Španělé v oblasti několik obranných staveb, například Fort Nuestra Senora de la Soledad ve vesnici Umatac na jihu Guamu, které přetrvaly dodnes. Jedná se o největší samostatnou část Mikronésie, jejíž největší ostrovy leží mezi japonským ostrovem Kjúšú, Novou Guineí, Filipínami a Havajskými ostrovy.
Španělská kolonizace započala 15. června 1668 příjezdem misionářů Diego Luise de San Vitora a Pedra Calungsoda, kteří zde založili první katolický kostel. Mezi roky 1667 a 1898 byl Guam součástí Španělské Východní Indie řízené z Filipín, a ty byly pod nadvládou Místokrálovství Nové Španělsko se základnou ve městě Mexiko. Guam, a stejně tak i zbytek Mariánských ostrovů a souostroví Karolíny, byl považován za součást španělské kolonie na Filipínách. Zatímco čamorská kultura má kořeny v kultuře původního obyvatelstva, kultura obyvatel Guamu a ostrovů Severní Mariany díky třem stoletím pod nadvládou Španělů sdílí mnoho se španělskou a mexickou kulturou.

### Vnitřní střety
Občasné války mezi lety 1670 a 1695, ničivé tajfuny v letech 1671 a 1693 a epidemie neštovic roku 1688, to vše mělo za následek pokles populace Čamorů. Z původních 50 tisíc obyvatel ostrova byly počty zredukovány na 10 000 a posléze na méně než 5 000 jedinců. Napětí na ostrově, uspíšené smrtí prvního katolického vůdce Quipuha a vraždou katolických duchovních San Vitora a Pedra Calungsoda rebelským vůdcem Matapangem, brzy přerostlo v množství vážnějších střetů. To si vyžádalo zákrok španělské strany: mírovou kampaň kapitána Juana de Santiago a následně dalších kapitánů španělských námořních sil.
Kapitán Damian de Esplana nechal ihned po svém příjezdu na Guam roku 1674 zatknout rebely útočící na obyvatele některých měst. Boje nakonec vedly k tomu, že byla řada guamských vesnic, například Chochogo, Pepura, Tumon, Sidia-Aty, Sagua, Nagan či Ninca, srovnána se zemí. V roce 1676, s příchodem prvního španělského guvernéra Guamu, kapitána Francisca de Irrisarri, nastalo na ostrově zpřísnění pravidel za účelem prevence třenic. Irrisarri také dohlédl na výstavbu škol, silnic a dalších komunikací. V roce 1680 jej nahradil kapitán Jose de Quiroga, který pokračoval v plánech na rozvoj ostrova. Začal též intenzivněji hledat rebely, jež zavraždili otce San Vitora, což mělo nakonec za následek smrt Matapanga, Huraa a Aguarina. Dále na ostrov přivedl několik domorodců ze severních ostrovů a nařídil, aby všichni žili v několika větších vesnicích, kde nechal postavit množství kostelů. Tím v červnu 1695 Quiroga úspěšně dokončil pacifikaci Guamu a přilehlých ostrovů Roty, Tinianu a Aguiganu.

### Vyhoštění jezuitů
26. února 1767 vydal Karel III. Španělský dekret, v němž jezuitům zabavil veškerý majetek a zakázal jim byť jen vkročit na španělskou půdu včetně území všech provincií. 2. listopadu 1769 tedy z Guamu na škuneru Nuestra Señora de Guadalupe odjeli všichni jezuitští otcové, nechávajíc za sebou opuštěné kostely, fary a farmy.
Příjezd guvernéra Dona Mariana Tobiase 15. listopadu téhož roku s sebou přinesl zemědělské reformy, zahrnující zpřístupnění půdy ostrovanům za účelem pěstování, a dal podnět k zahájení chovu dobytka. Don Mariano se dále zasadil o dovoz vysoké zvěře a buvolů z Manily a oslů a mul z Acapulca, zahájil práci na bavlníkových plantážích a solných nádržích, podnítil vzdělávání v bezplatných veřejných školách a vznik první guamské domobrany. V červnu roku 1774 odjel guvernér zpět do Manily.

### Ponapoleonská éra
Po napoleonských válkách se mnoho španělských kolonií na západní polokouli stalo nezávislými, a ekonomická závislost Guamu se tak z Mexika přesunula na Filipíny. Don Francisco Ramon de Villalobos, jenž se stal guvernérem v roce 1831, zlepšil ekonomické podmínky na ostrově – podpořil rozvoj pěstování rýže a založil nemocnici pro malomocné.
V listopadu 1817 navštívil ostrov cestovatel Otto von Kotzebue a v březnu 1819 následovala návštěva Louise de Freycineta. Taktéž Jules Dumont d'Urville poctil ostrov dvěma návštěvami, první z nich v květnu roku 1828. V roce 1823 se ostrov stal vyhledávaným zastavením pro velrybáře.
10. srpna 1848 udeřil v oblasti ničivý tajfun, následovaný 25. ledna 1849 silným zemětřesením. Výsledné tsunami učinilo z mnoha obyvatel souostroví Karolíny uprchlíky. Po epidemii neštovic roku 1856, která měla za následek smrt 3,644 Guamanů, bylo obyvatelům Karolín a Japonska umožněno usadit se na Marianách. V roce 1872 bylo na Guam přivezeno devatenáct filipínských vězňů po jejich nevydařené vzpouře ve filipínské provincii Cavite.

### Španělsko-americká válka a druhá světová válka
Během španělsko-americké války Guam během roku 1898 zabraly Spojené státy americké. 23. prosince téhož roku bylo velení nad Guamem jakožto součást Pařížské mírové smlouvy předáno do rukou Námořnictva Spojených států. Guam začal sloužit jako základna pro americké lodě, jež pluly na Filipíny a zpět, zatímco ostrovy Severní Mariany byly Španělskem prodány Německu a poté byly od roku 1919 ovládány Japonskem, členskou zemí Společnosti národů. Po filipínsko-americké válce byli na Guam v roce 1901 do exilu posláni Emilio Aguinaldo a Apolinario Mabini.

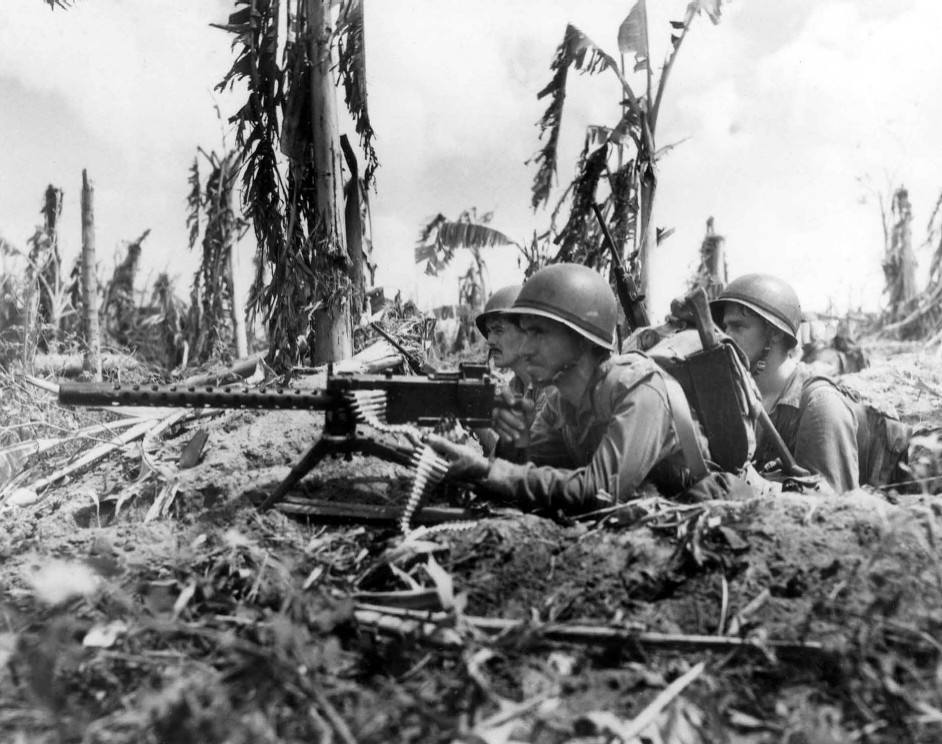
Americká námořní pěchota v bojích o Guam v červenci 1944

Mezi léty 1921 a 1930 byla na Guamu umístěna jednotka hydroplánů, vůbec první v Pacifiku. Americká letecká společnost Pan American World Airways na ostrově v roce 1930 založila základnu hydroplánů pro leteckou linku San Francisco–Manila–Hongkong a následovalo vybudováním telegrafní a telefonní stanice společností Commercial Pacific Cable Company, jež zajišťovala spojení mezi Amerikou, Filipínami, Japonskem a Čínou. Během druhé světové války, 8. prosince 1941, byl Guam pár hodin po útoku na Pearl Harbor napaden Japonským císařstvím (pro podrobnosti viz článek bitva o Guam roku 1941).
V roce 1919 správa ostrovů Severní Mariany připadla dle Versailleské smlouvy Japonsku coby členské zemi Společnosti národů. Na Guam byli z těchto ostrovů dopraveni Čamorové, kteří sloužili jako tlumočníci pro japonské síly, zatímco s guamskými Čamory Japonci nakládali jako s okupovaným nepřítelem. To po válce zapříčilo mezi těmito skupinami Čamorů nenávist a zášť. Guamští Čamorové byli toho názoru, že s nimi jejich severští bratři měli projevit soucit a pomoci jim, zatímco Čamorové ze Severních Marian byli po více než třiceti letech služby Japoncům zcela oddáni japonské vládě.
Japonská okupace Guamu trvala zhruba 31 měsíců. Během této doby bylo domorodé obyvatelstvo vystaveno nuceným pracím, separaci dětí od rodičů, věznění, popravám, službě v koncentračních táborech a nucené prostituci a zemřelo při ní na tisícovku lidí. Někteří historici odhadují, že válečné násilí zahubilo 10 % z guamské dvacetitisícové populace.
Od 21. července do 10. srpna 1944 byla mezi Spojenými státy a Japonskem o nadvládu nad ostrovem svedena bitva o Guam. Bylo při ní zabito více než 18 000 Japonců, do zajetí padlo pouhých 485 japonských vojáků. Poslední japonský císařský voják, který odmítl kapitulovat a nevěděl o konci války, seržant Jokoi Šoiči, byl zajat guamskými rybáři v džungli ve vnitrozemí ostrova v lednu 1972. Spojené státy také znovu získaly vládu nad ostrovy Severní Mariany.
V roce 1944 byla na Guamu založena základna pro americká letadla, která byla posléze po brigádním generálovi Jamesi Royi Andersenovi (1904–1945) pojmenována Andersen Air Force Base.

### Poválečné období

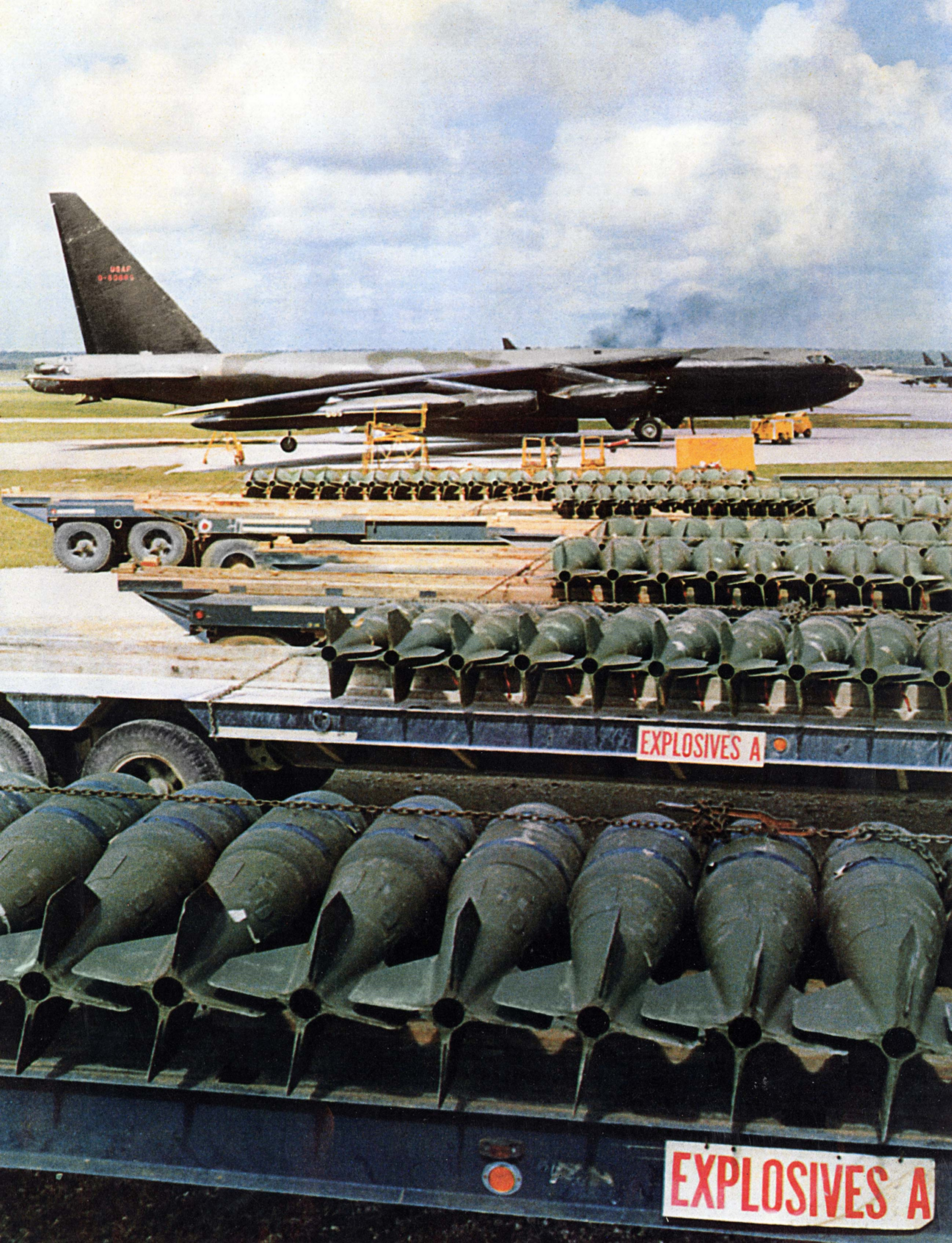
Z Guamu vzlétaly americké B-52 bombardovat Severní Vietnam

Po 2. světové válce byl v roce 1950 Guam prohlášen autonomním ostrovním územím Spojených států, což zahrnovalo ustanovení guamské civilní vlády a poskytnutí amerického občanství všem obyvatelům ostrova. Jelikož Guam není státem USA, občané USA žijící na ostrově se nemohou účastnit volby amerického prezidenta a guamský zástupce v Kongresu nemá právo hlasovat. Guamští obyvatelé mají ovšem právo volit zástupce politických stran v primárních prezidentských volbách.

### Válka ve Vietnamu a doba poté

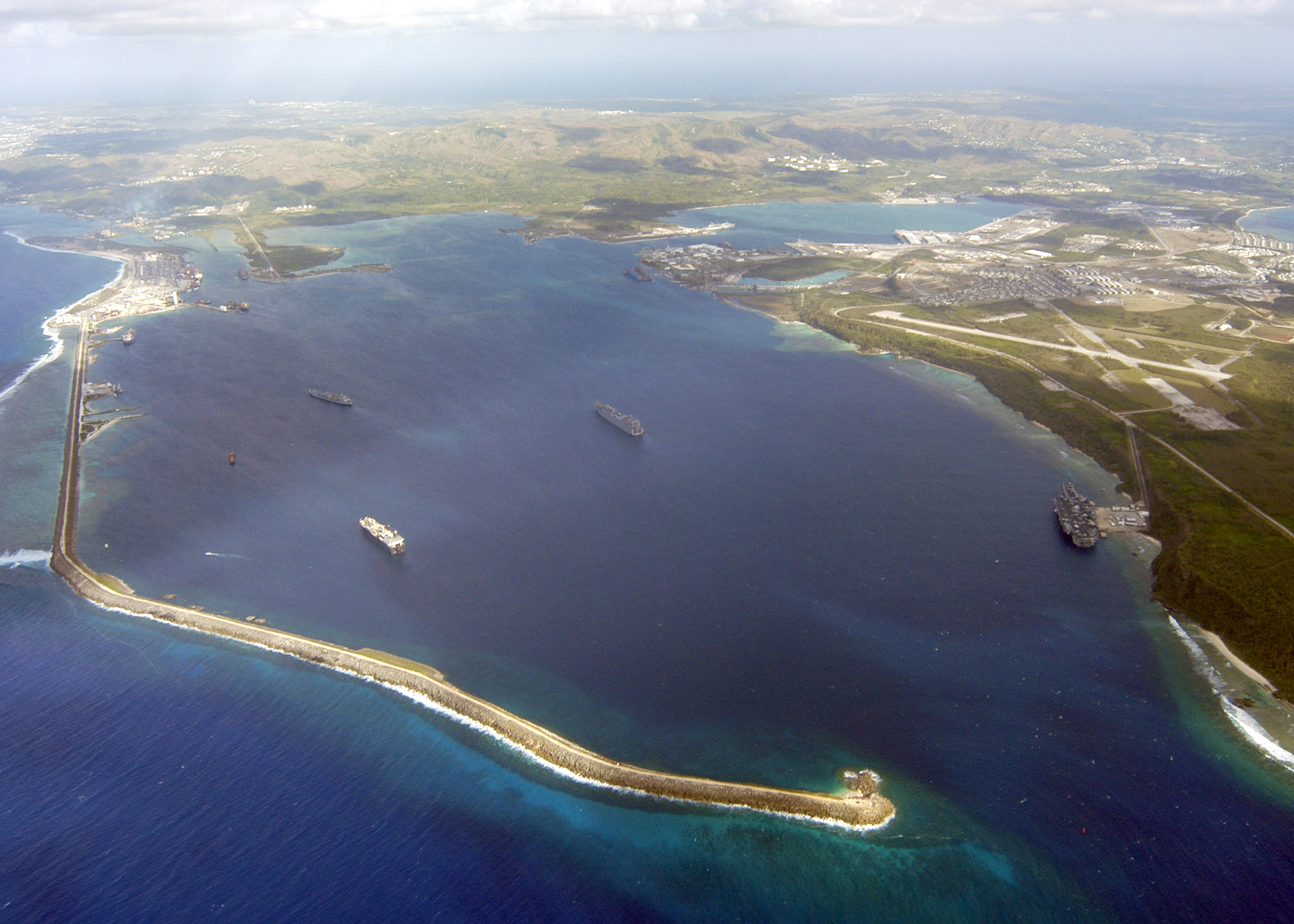
Americká námořní základna Apra Harbor na Guamu

Letecká základna Andersen Air Force Base hrála klíčovou roli během války ve Vietnamu při náletech na Severní Vietnam během Operace Rolling Thunder. Za hostitelskou jednotku byla později označena 36. letka (36 WG), přidělená k 13. vzdušné síle (13AF) Pacifických vzdušných sil (Pacific Air Forces neboli PACAF). V září roku 2012 byla 13AF sloučena s PACAF.
6. srpna 1997 byl Guam místem havárie letu 801 společnosti Korean Air. Zmíněné dopravní letadlo, Boeing 747–300, bylo připraveno k přistání, když narazilo do kopce a z 254 lidí na palubě bylo 228 na místě mrtvých. Od roku 1974 bylo Národní databází historických míst USA (National Register of Historic Places) na Guamu uvedeno 124 historických památek. V roce 1975 byl Guam přechodně útočištěm pro 100 tisíc vietnamských uprchlíků a v roce 1996 poskytl domov 6600 Kurdům.

## Symboly
Guam, závislé území Spojených států amerických, užívá vedle symbolů USA i své vlastní.

### Vlajka
Guamská vlajka je tvořena tmavě modrým, červeně lemovaným listem o poměru stran 22:41, s uprostřed umístěným guamským znakem.

### Znak
Guamský znak je červeně lemovanýemblém, mandlového tvaru. Na znaku je vyobrazeno ústí řeky do moře, plachetnicová loďka a kokosová palma. Přes střed znaku je červený nápis GUAM.

### Hymna
Guamská hymna je píseň v jazyce Chamorro Fanohge CHamoru (anglicky Stand Ye Guamanians). Hudbu a původní text v angličtině složil v roce 1919 Ramon Manilisay Sablan. Text v jazyce Chamorro napsal v roce 1974 Lagrimas Untalan.

## Geomorfologie
Ostrov leží v oblasti tropicko-mořského klimatu, kde je obvykle velmi teplo a vlhko. Podnebí je ovlivňováno severovýchodními pasáty, které zapříčiňují suché roční podnebí od ledna do června a deštivé roční období je zde od července do prosince. Vliv oceánu se projevuje také na malých sezónních rozdílech teplot.
Povrch ostrova je sopečného původu. Je obklopen korálovým útesem s relativně plochými korálovými plošinami a příkrými pobřežními rovinami na severu. V jižní části ostrova se nachází oblast s horami a v centrální oblasti s nízkými kopci. Nejvyšší hora ostrova Mount Lamlam ční do výšky 406 metrů. Ostrov Guam leží poblíž Marianského příkopu.
Pobřežní linie má celkovou délku 125,5 kilometrů.